# Sant'Egidio alla Vibrata
Sant'Egidio alla Vibrata es un municipio situado en el territorio de la Provincia de Teramo, en Abruzos (Italia).

## Demografía
| Gráfica de evolución demográfica de Sant'Egidio alla Vibrata entre 1861 y 2001 |
|                                                                                |
| Fuente ISTAT - elaboración gráfica de Wikipedia                                |